# Cornelius August Wilkens
Cornelius August Wilkens (* 17. August 1829 in Bremen; † 21. Juni 1914 in Kalksburg) war ein deutscher Theologe helvetischen Bekenntnisses.

## Leben
Wilkens studierte Theologie an den Universitäten in Jena, Berlin, Heidelberg und Göttingen, wo er 1855 promoviert wurde. Er wurde Pastor in Wien und stieg hier 1873 bis zum Stellvertreter des Superintendenten auf. Anschließend war er in Den Haag tätig. Nach einem Aufenthalt in Bremen kehrte er nach Österreich zurück und lebte ab 1883 in Kalksburg als Privatgelehrter.
1921 erhielt die Herzog August Bibliothek Wolfenbüttel zwei Drittel seines wissenschaftlichen Nachlasses, darunter ca. 2500 Bücher, Porträts sowie Handschriften. Unter den Handschriften befindet sich auch der bedeutende Nachlass des Theologen Friedrich Julius Stahl.

## Veröffentlichungen (Auswahl)
- Peter Abälard: eine Studie in der Kirchengeschichte des Mittelalters. Löning & Comp., Bremen 1855 (Göttingen, Univ., Diss., 1855).
- Petrus der Ehrwürdige Abt von Clugny: ein Mönchs-Leben. Breitkopf und Härtel, Leipzig 1857 (Digitalisat)
- Port-Royal oder Der Jansenismus in Frankreich. o. O. 1858.
- Tilemann Heßhusius: ein Streittheolog der Lutherskirche. Breitkopf und Härtel, Leipzig 1860.
- Stückwerk und Vollkommnes: zwei Reformations-Predigten. Gerold, Wien 1862.
- Zur Geschichte der spanischen Mystik: Teresa de Jesus. o. O. 1864.
- Calvin: Gedächtnißpredigt bei der dritten Säcularfeier des Todestages Calvins. Tendler & Comp. (Carl Fromme), Wien 1864
- Fray Luis de Leon: eine Biographie aus der Geschichte der spanischen Inquisition und Kirche im sechszehnten Jahrhundert. Pfeffer, Halle 1866.
- Friedrich Mallet, Dr. der Theologie, Pastor primarius zu St. Stephani in Bremen, der Zeuge der Wahrheit : eine Biographie aus handschriftlichen und gedruckten Quellen zur Stärkung des Glaubens. Verlag von C. Ed. Müller, Bremen 1872 (Digitalisat).
- Geschichte des spanischen Protestantismus im 16. Jahrhundert. Bertelsmann, Gütersloh 1888.
- Jenny Lind: ein Cäcilienbild aus der evangelischen Kirche. Bertelsmann, Gütersloh 1894.
- Otto Lerche (Hrsg.): Cornelius August Wilkens Otium Kalksburgense: eine neue Auswahl. 2 Bde. Bertelsmann, Gütersloh 1917–1928.
- Aus den Tagebüchern eines evangelischen Pfarrers (Otium Kalksburgense): Auswahl aus hundert Bänden. 2 Bde., Bertelsmann, Gütersloh 1919–1928.